# Școala de Ofițeri de Artilerie și Geniu
Școala de Ofițeri de Artilerie și Geniu din București, a fost o instituție de învățământ militar, destinată formării ofițerilor pentru armele artilerie și geniu. Ea a fost a doua instituție de formare a ofițerilor creată în Armata României, până la apariția sa toți ofițerii, indiferent de armă erau formați la Școala Militară de Infanterie și Cavalerie.

## Istoric
Școala de Ofițeri de Artilerie și Geniu, a fost înființată la 3 mai 1885.
Prin Înaltul Decret nr. 3640 al Regelui Carol I, începând cu 2 noiembrie 1895, școala intră în compunerea unei instituții de învățământ nou creată - Școlile de Artilerie și Geniu -  care mai cuprindeau alte trei școli: Școala de Aplicație de Artilerie și Geniu, Școala Superioară de Artilerie și Geniu și Școala Militară de Guarzi de Artilerie și Geniu. În 1896 școala își schimbă numele devenind Școala Militară de Artilerie, Geniu și Marină.
Pe timpul Primului Război Mondial școala a funcționat la Iași (septembrie 1916 - mai 1917) și Botoșani (mai 1917 - ianuarie 1919). Începând cu 1 februarie 1919, odată cu revenirea în București, școala își încetează funcționarea în vechea formulă, împărțindu-se în trei școli separate corespunzător celor trei specialități militare.

## Absolvenți, personalități militare și civile
- Vasile Atanasiu (1907)
- Nicolae Dăscălescu (1908)

## Vezi și
- Școala Militară de Infanterie și Cavalerie
- Școala Specială de Artilerie și Geniu